# Hugo Królikowski
Hugo Królikowski (19. září 1849 – květen 1915 Tščenec) byl rakouský právník a politik polské národnosti z Haliče, na počátku 20. století poslanec Říšské rady, za první světové války zabit ruskými vojsky.

## Biografie
Působil jako rada zemského soudu v Přemyšli. Měl šlechtický titul. Byl rytířem. Sloužil jako major u hulánů.
Působil i jako poslanec Říšské rady (celostátního parlamentu Předlitavska), kam usedl ve volbách do Říšské rady roku 1901 za kurii městskou v Haliči, obvod Přemyšl, Gródek. V roce 1901 se uvádí jako samostatný polský kandidát, kandidující za program Polského klubu. Byl pak členem poslaneckého Polského klubu.
Za první světové války během ruské okupace Haliče byl zajat ruskými úřady, deportován do Lvova a zabit kozáky na polích v Tščenci u Mostysek. K zabití došlo v květnu 1915. Žil tehdy poblíž Přemyšli, na svém statku v obci Kruhel Wielki. Za základě udání ze špionáže ho Rusové zajali v polovině května 1915 a nevybíravě s ním zacházeli. Během pochodu upadl do bezvědomí u vesnice Ljacka Volja a pak byl Rusy zavražděn. Informace o jeho smrti se v rakouském tisku objevily až v srpnu 1915, kdy se konal i jeho pohřeb. Tělo zabitého bylo náhodně objeveno a exhumováno. Uloženo potom bylo na hřbitově v Přemyšli. Z udání ruským úřadům, na jehož základě byl Królikowski zajat, byl obviněn rolník Dmytro Doskoč z Kruhelu a odsouzen za deset let těžkého žaláře.